# Poromna
Poromna (ukr. Поромна) – towarowa stacja kolejowa w miejscowości Tajirowe, w rejonie odeskim, w obwodzie odeskim, na Ukrainie. Położona jest na odgałęzieniu linii Odessa – Arcyz. Obsługuje m.in. prom kolejowy.

## Historia
Stacja początkowo nosiła nazwę Illicziwśk-Poromna (ukr. Іллічівськ-Поромна). 17 maja 2017, podczas dekomunizacji nazewnictwa na Ukrainie, zmieniono nazwę stacji na obecną.